# Escudo de Udías
El escudo de Udías es uno de los símbolos del municipio español de Udías en Cantabria, junto a su bandera.
Dicho escudo queda organizado de la manera siguiente: escudo terciado en mantel: 1.º de plata, la iglesia de La Virgen al natural; 2.º de oro, un roble de sinople; 3.º en la punta del escudo, de gules, un mazo y un martillo de oro cruzados en aspa. Va timbrado el escudo con la corona real española.